# Huthwaite
Huthwaite är en ort i distriktet Ashfield, i grevskapet Nottinghamshire, i England. Orten hade 5 066 invånare år 2021. Huthwaite var en civil parish från 1866 till 1935 då den blev en del av Sutton in Ashfield. Civil parish hade 5 092 invånare år 1931. Huthwaite var ett distrikt från 1907 till 1935 då den blev en del av Sutton in Ashfield.